# 류블랴나 증권거래소
류블랴나 증권거래소(슬로베니아어: Ljubljanska borza) 또는 LJSE는 슬로베니아의 유일한 증권거래소이다. 거래소는 슬로베니아 기업의 주식은 물론 채권과 상업어음도 거래한다. 류블랴나 증권거래소의 모회사는 자그레브 증권거래소이다.